# Vincenzo Monti (dessinateur)
Pour les articles homonymes, voir Monti et Vincenzo Monti.
Vincenzo Monti (né le 10 janvier 1941 à Milan et mort  le 15 février 2002) est un dessinateur italien de bande dessinée. 

## Biographie
- 1967 : Vincenzo Monti débute comme assistant de Giuseppe Montanari sur Goldrake.
- 1970 : il réalise Candida la marchesa pour Edifumetto et autres bandes pour adultes puis divers récits pour les titres des éditions Universo (L'Intrepido, Il Monello), avant de dessiner avec Montanari, puis seul, Alamo Kid pour Lanciostory (publié dans Karacal, Super West et Alamo Kid de Sagédition).
- 1973 : Par la suite, il travaille pour les éditions milanaises Sergio Bonelli Editore, avec Mister No, Joselito (un épisode)
- 1979 : il dessine un épisode de Ken Parker (Scotty Long Rifle en France) avec Bruno Marraffa. Il dessine Lungo Fucile et signe de nombreuses couvertures sur d’autres titres comme Gil des frères Missaglia.
- 1982 : Il devient l’un des dessinateurs réguliers de Tex Willer.

Vincenzo Monti meurt le 15 février 2002.